# Rummen

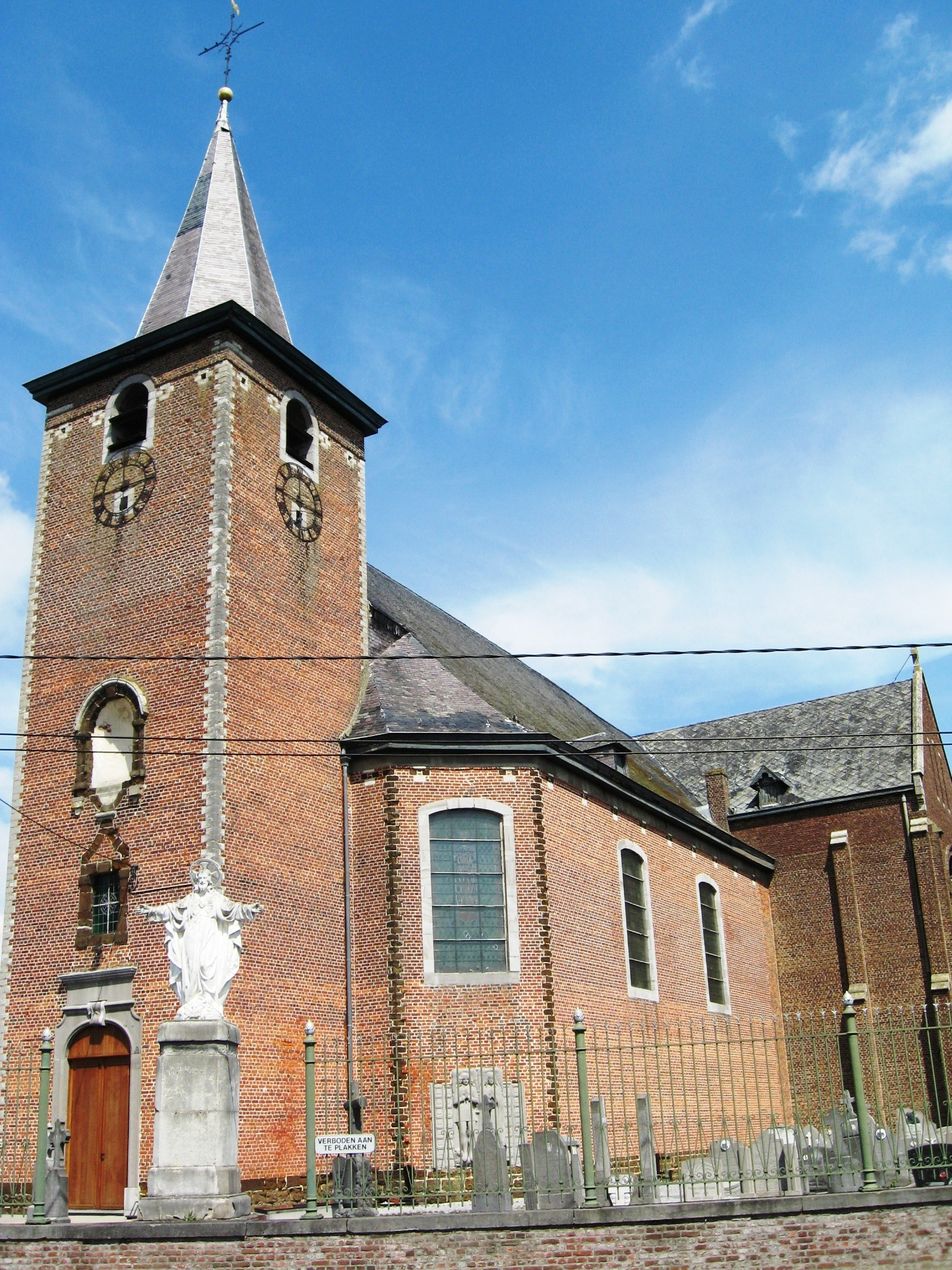
Sint-Ambrosiuskerk

Rummen (in het Frans Rumines) is een deelgemeente van de gemeente Geetbets in het uiterste oosten van Vlaams-Brabant (België).

## Geschiedenis

### Romeinen
Rummen werd in de Romeinse tijd als Romium, Romus of Rommus vermeld (deze plaatsnaam werd hoogstwaarschijnlijk afgeleid van Rome).
De Romeinen hadden te Rummen, aan de oevers van de Melsterbeek, enkele versterkte legerkampen (of een Romeinse vesting) opgebouwd waaruit ze regelmatig slag moesten leveren tegen een opstandige en overigens overwonnen Gallische stam, de Betasiërs genaamd: deze volksstam woonde in de omgeving van de huidige rivieren Demer, Velp, Grote Gete, Kleine Gete en Herk (zie Galliërs of zie Walsbets te Landen, Geetbets en/of Betekom).
Vandaag zijn er nog duidelijk sporen in de gemeente die dateren van die tijd, zoals de Rome(r)straat, het Rome(r)veld, het Rome(r)bos en er is een oude hoeve die reeds eeuwen de naam Romen draagt.

### Middeleeuwen
Rummens oudste naamsvermelding als dorpje met kerk gaat terug tot het jaar 1078. In 1240 werd het verstedelijkte dorp Rummen door graaf Arnold IV van Loon (zie ook: Graafschap Loon) aan Willem van Montferrant verkocht. Het bleef in handen van zijn nazaten tot 1397.
De naam Rummen maakte ook een evolutie door: in 1078 als Rumines, omstreeks 1138 als Romynes en vanaf 1330 als Ruminey of Rumigny, Rumeny, Rumene en ten slotte in 1905 als Rumiens. In de 15e eeuw dragen de munten, geslagen in deze gemeente, Romeinse sporen, zoals de meeste middeleeuwse munten. Op de munten stonden de woorden Moneta Nova Romanorum gegrift.
Arnold van Rummen of Arnould de Rumigny († 1373) was de laatste graaf van Chiny. Nadat Lodewijk IV van Loon kinderloos stierf in 1336 pretendeerde Arnold van Rummen de titel van Graaf van Loon en kwam daarmee in conflict met de leenheer de Prins-bisschop van Luik, die Loon weer wilde inlijven. Dit leidde tot de Loonse Successieoorlogen waarbij de Luikse prins-bisschop Jan van Arkel ten strijde trok tegen Arnold van Rummen. In 1364 moest Arnold van Rummen  eerst Chiny verkopen aan Luxemburg om zijn oorlogskosten te dekken. 
Arnold van Rummen was zeer vermogend, vooral door het fortuin van zijn echtgenote Elisabeth van Vlaanderen, een dochter van Lodewijk I van Vlaanderen. In 1353 was hij begonnen met de bouw van een indrukwekkende waterburcht in Rummen. De bouw van de Burcht van Rummen duurde 9 jaar. De versterkte site met toren was omgeven door grachten en wallen.
In 1365 vielen de troepen van de prins-bisschop de burcht van Rummen aan. Na een belegering van 9 weken van 9 augustus tot 21 september 1365, waarbij de verdedigers voor het eerst in de regio gebruik maakten van buskruit en kleine donderbussen, werd de burcht veroverd en verwoest. De verslagene kreeg het verbod om de burcht ooit terug op te bouwen. Arnold verkocht zijn aanspraken op de titel van graaf van Loon in 1366 aan Luik. Door de verloren veldslag in Rummen verdween het zelfstandige graafschap Loon en werd het geannexeerd door het prinsbisdom Luik.
Van de ruïne van de burcht van Rummen werden de stenen in de loop der tijden elders hergebruikt. De site van de voormalige burcht is nu het Warandebos. In het reliëf van dat bos is met de verhoging van de burcht en de overblijfselen van de grachten nog de middeleeuwse oorsprong te herkennen.
Arnold van Rummen overleed in 1373 en werd begraven in de Abdij van Oriënten in Rummen.

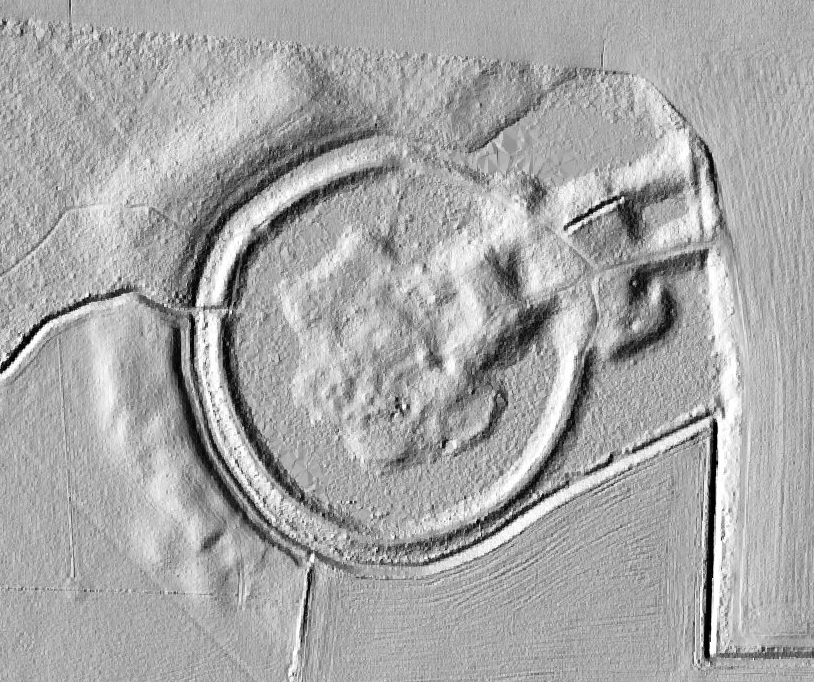
Digitaal hoogtemodel van Warandebos met vroegere middeleeuwse waterburcht Burcht van Rummen
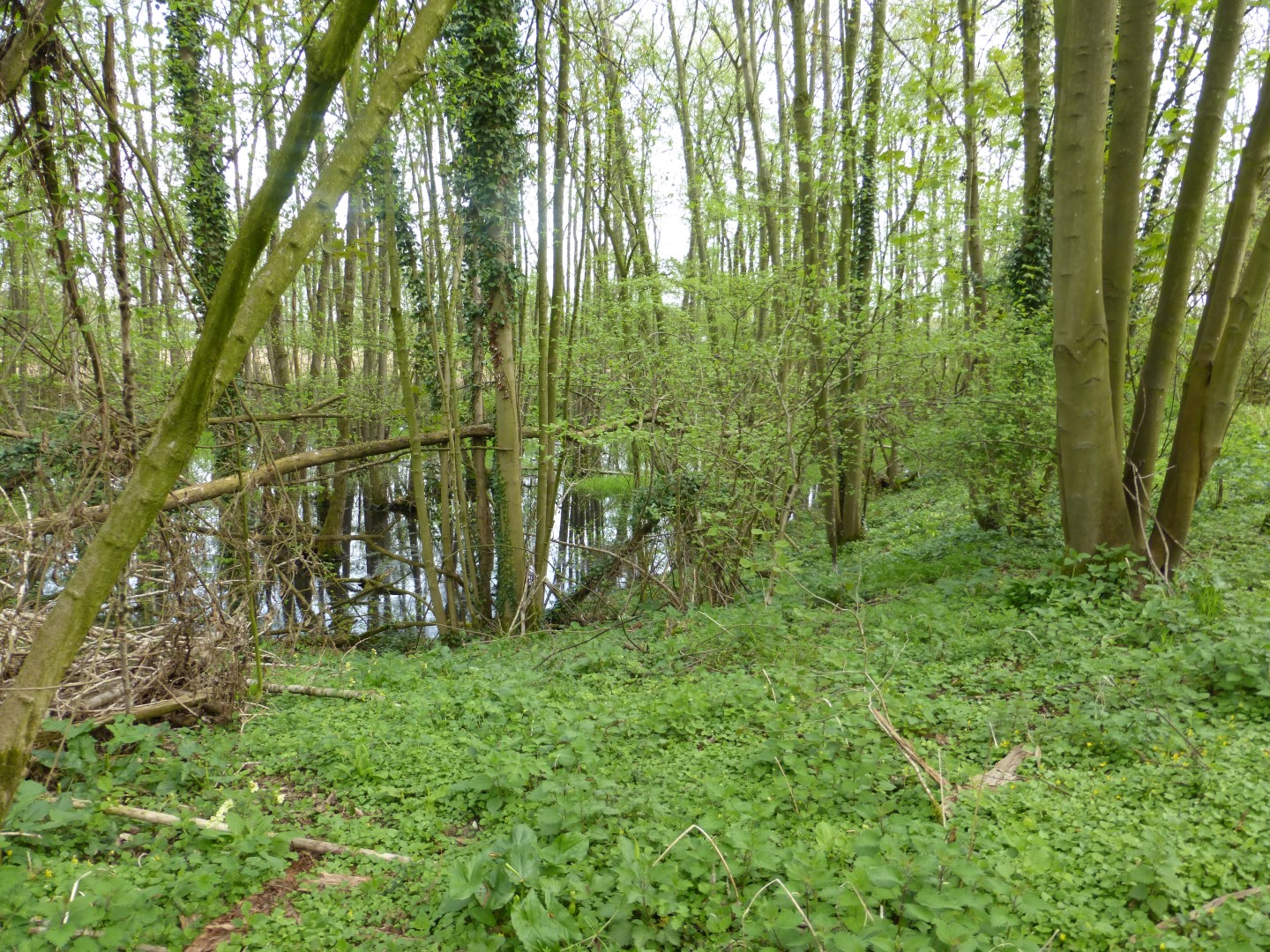
Vroegere slotgracht van de Burcht van Rummen in het Warandebos

Graaf Arnold VII van Loon stichtte in 1233 de Abdij van Oriënten te Rummen. In dit cisterciënzerinnenklooster verbleven niet meer dan 20 zusters maar het bezat heel wat goederen zoals grote boerderijen in Rummen: Hof Ter lenen, Terborg en Hof Ter Vreundt/Segeraetshoeve. Na de Franse revolutie werd Orienten als kerkelijk goed aangeslagen en in twee loten verkocht. In 1816 werden de meeste gebouwen van het klooster afgebroken behalve het huidige woonhuis (destijds een van de dienstgebouwen). In het begin van de 20ste eeuw huisvestten de gebouwen een jeneverstokerij.

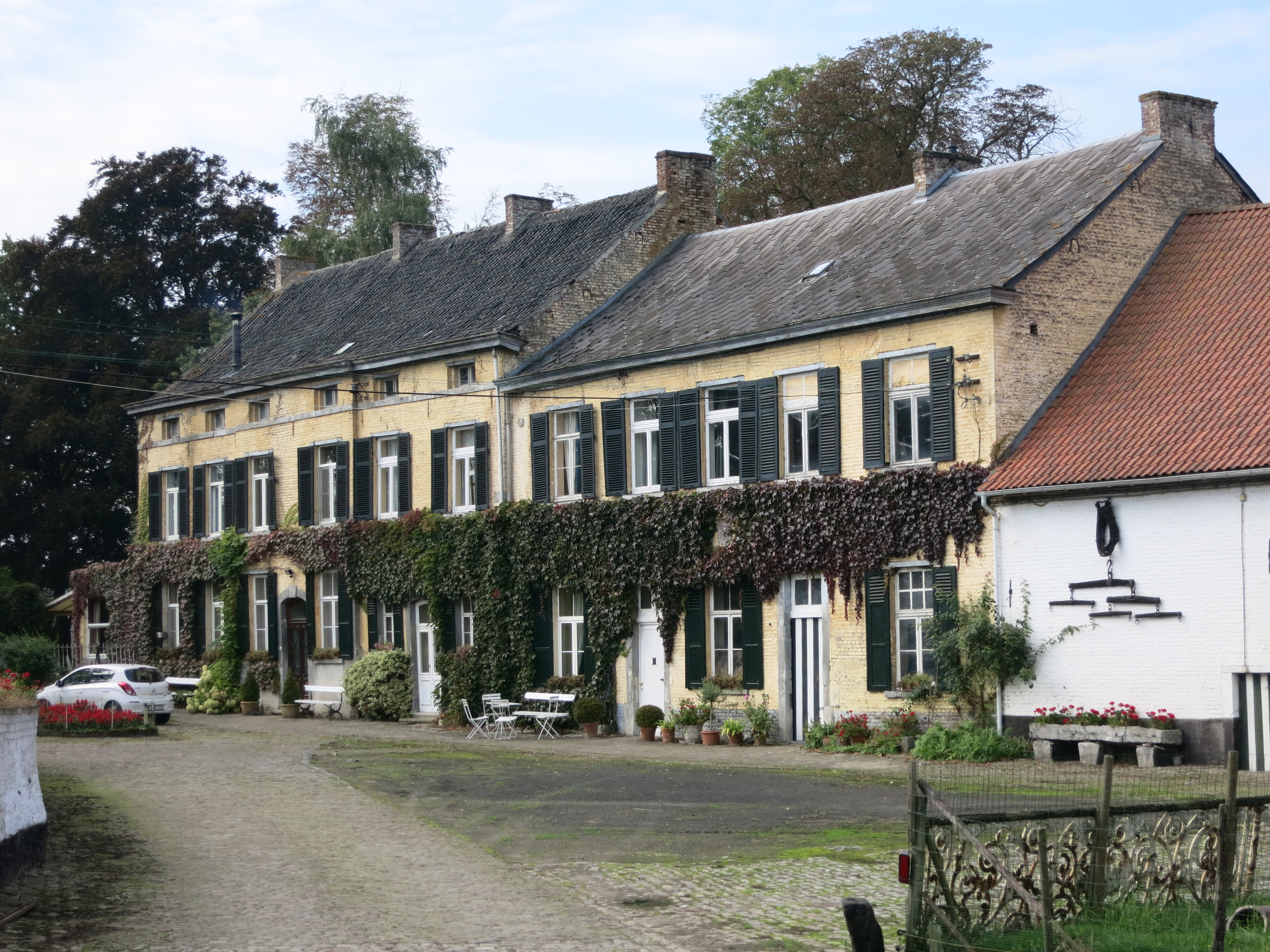
Resterende gebouwen van het Oriëntenklooster
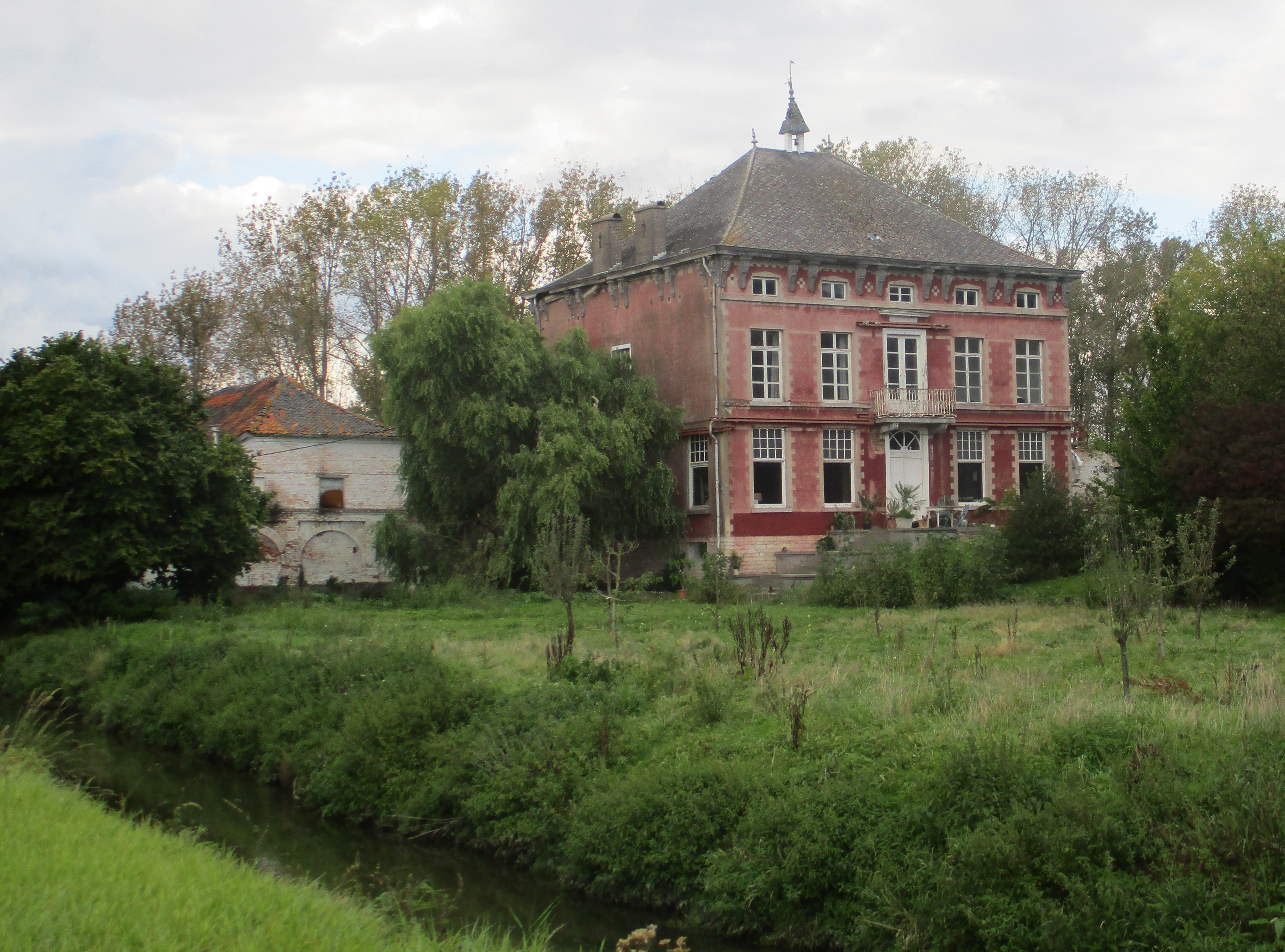
Kasteelhoeve Terlenen
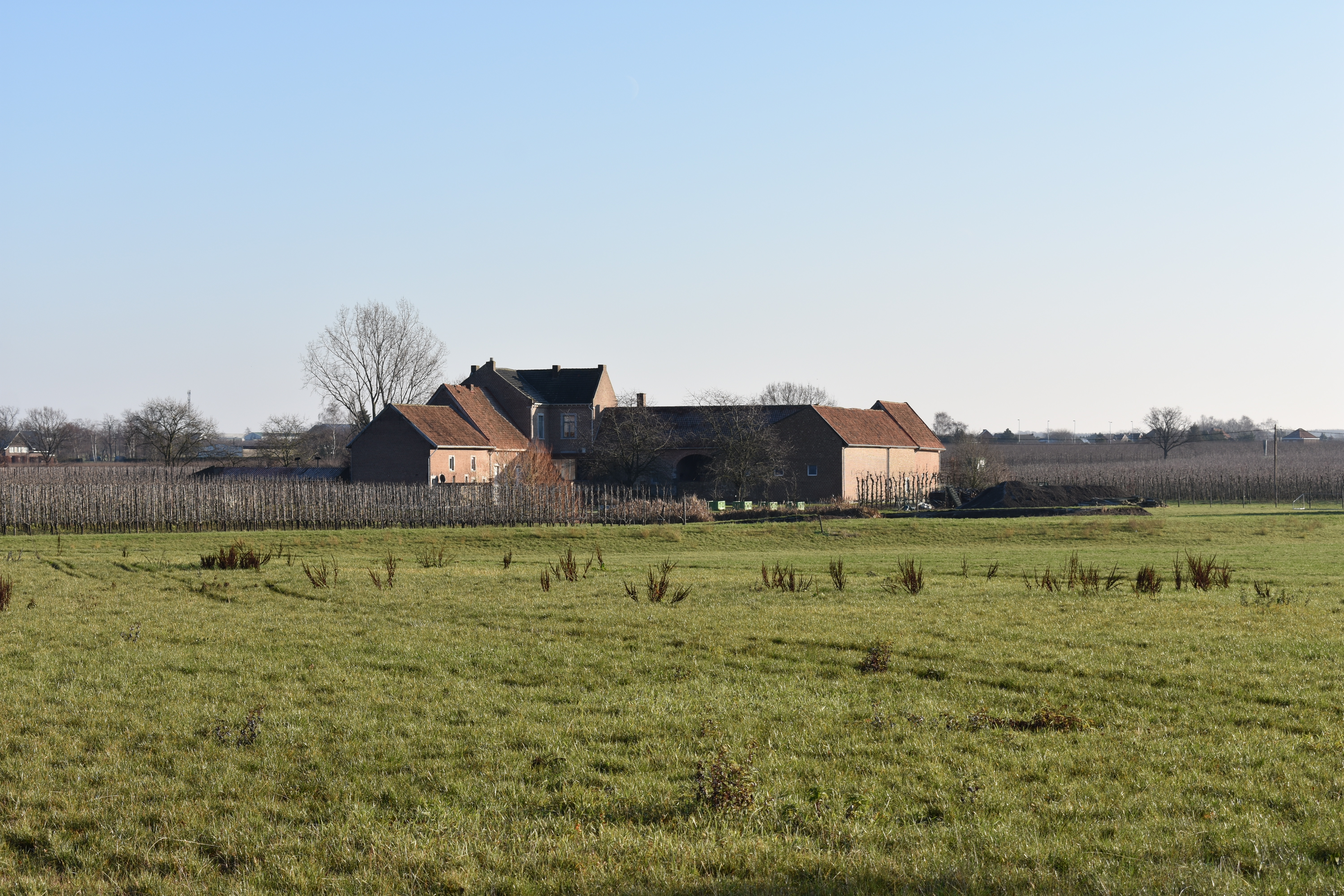
Hoeve Terborg

### Nieuwe Tijd
Aan het einde van de 15e eeuw ging Rummen over in het bezit van de heren van Merode. Groot-Rummen ten tijde van de Bourgondiërs en later ten tijde van het prinsbisdom Luik (tot ca. 1795) bestond uit een gebied van grofweg 40 km², dat zich uitstrekte van Terlenen en Grazen in het westen tot aan Wijer en Kortenbos in het oosten.
In 1971 werd de gemeente Grazen bij Rummen gevoegd en bij de gemeentefusies in 1977 gingen ze samen met Geetbets.

## Overige bezienswaardigheden
- De Sint-Ambrosiuskerk uit 1760 en vergroot in 1924.
- De Pastorie uit 1630, volledig omgracht.
- Het Oud Schutterslokaal, een woning in 1650 gebouwd als vergaderlokaal van het Sint-Sebastiaan schuttersgilde.
- Het Kasteel van Hoen (ook Kasteel van Rummen genoemd): van het kasteel in 1629 gebouwd door Graaf Jean Hoen, rest nog de kasteelhoeve met poortgebouw uit 1629, stallingen en een indrukwekkende schuur uit 1629. Van het kasteel zelf in enkel een ronde hoektoren en de deel van de omgrachting (tegenwoordig een visvijver), overgebleven.[7]
- De Molen van Houdt
- De Hoeve Schoonbeek uit 1629.[8]
- Het Warandebos met de voormalige Burcht van Rummen

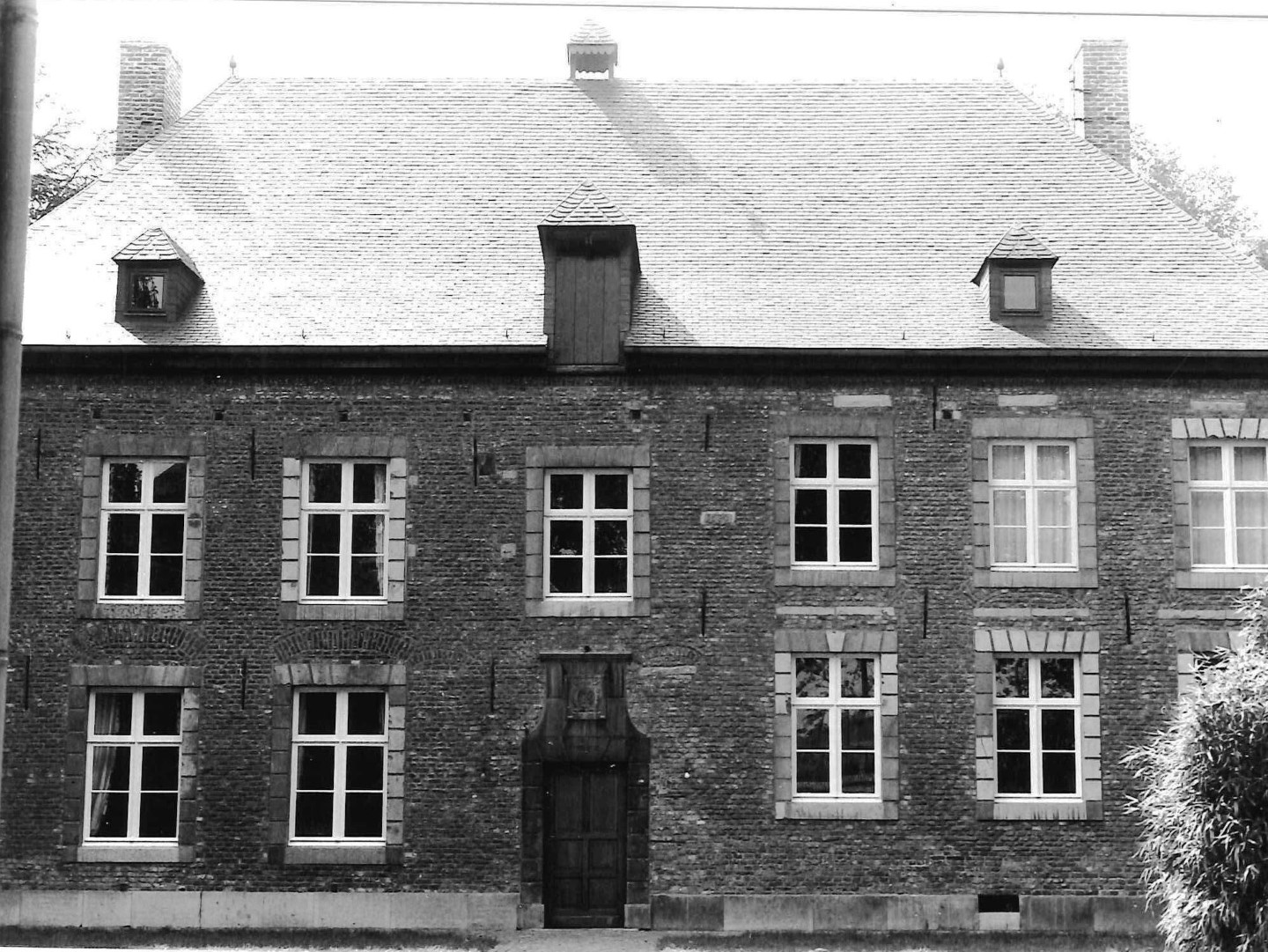
Omgrachte pastorie
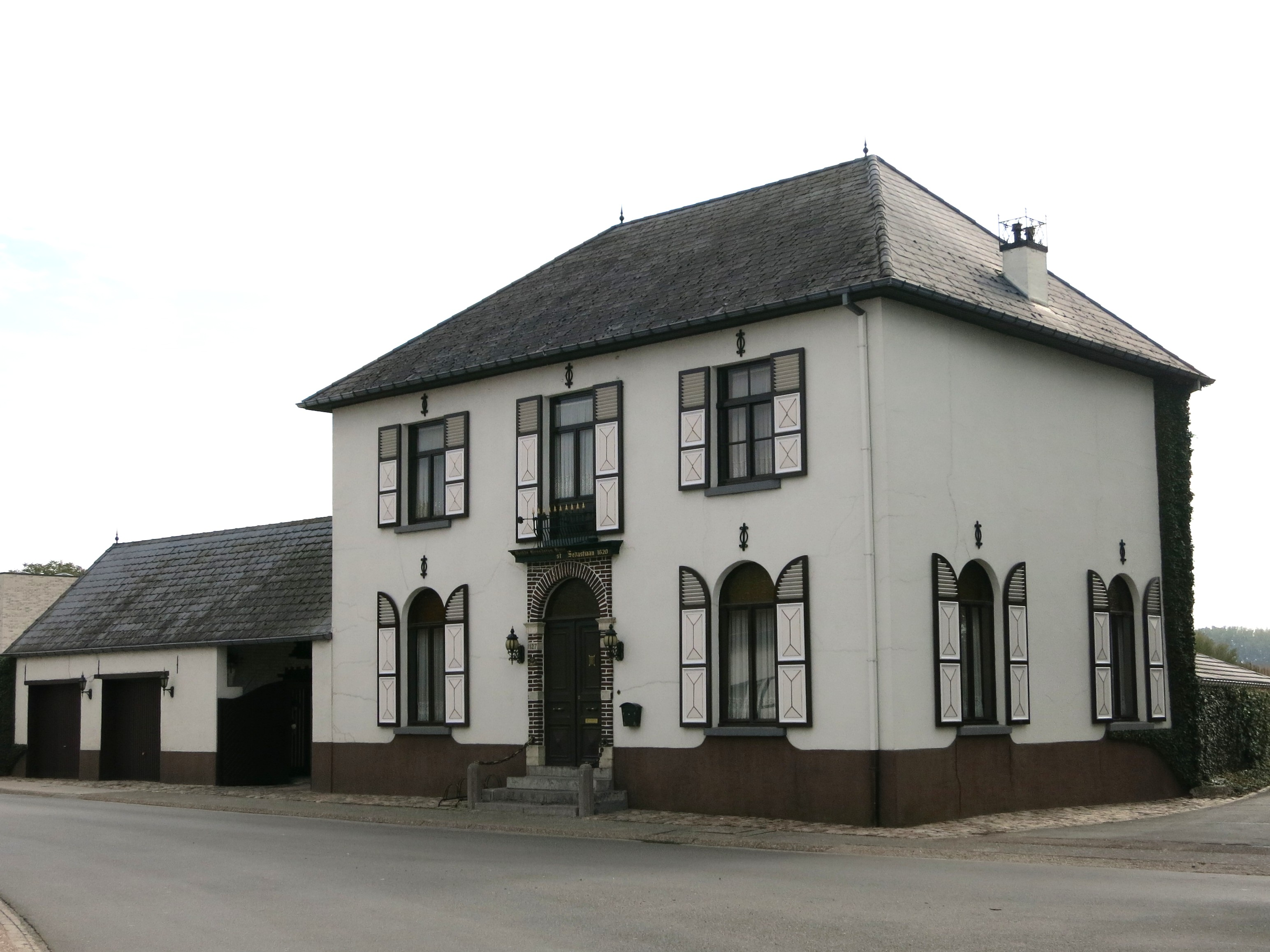
Schutterslokaal uit 1650
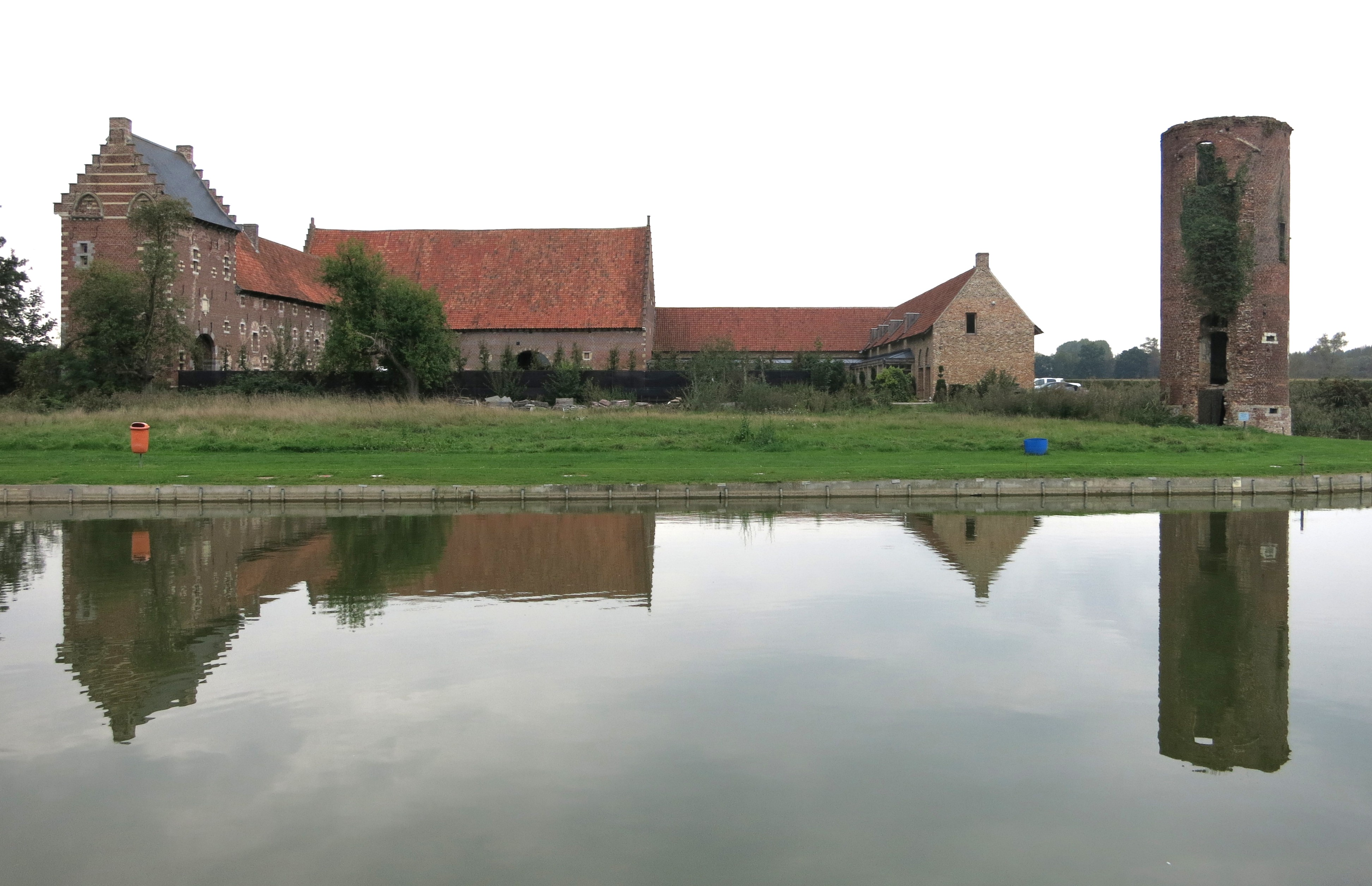
Kasteel van Hoen/Rummen
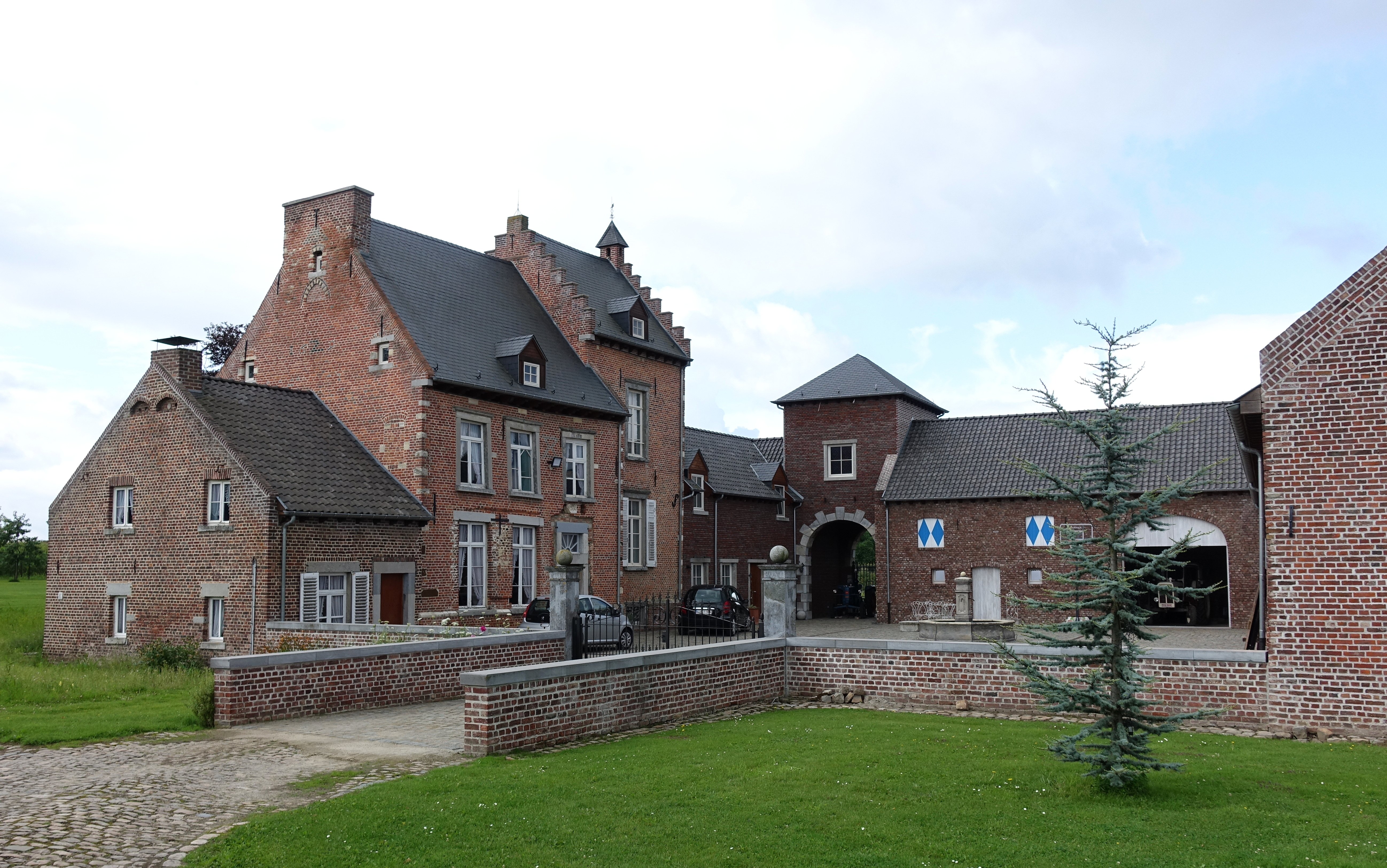
Hoeve Schoonbeek

## Natuur en landschap
Rummen ligt in vochtig Haspengouw op een hoogte van 27-55 meter. Waterlopen zijn de Asbeek, de Raasbeek en de Philippebeek. Een natuurgebied is het Warandebos, op de plaats van de voormalige Burcht van Rummen.

## Demografische ontwikkeling
- Bronnen:NIS, Opm:1831 tot en met 1970=volkstellingen; 1976 = inwoneraantal op 31 december
- 1970: vanaf 1970 inclusief Grazen

## Nabijgelegen kernen
Nieuwerkerken, Grazen, Geetbets, Herk-de-Stad, Donk
Deelgemeenten: Geetbets · Grazen · Rummen

Belgische gemeenten · Arrondissement Leuven · Vlaams-Brabant · Vlaanderen